# Eremboszok
Eremboszok (görög héremboi), a szidóniak szomszédságában lakó ókori nép. Hellanikosz és a legtöbb geográfus szerint Egyiptomtól keletre, Arábiában laktak. Más források Ciprus szigetére helyezik őket, megint mások Etiópiába.